# Periș (okręg Marusza)
Periș (węg. Körtvélyfája) – wieś w Rumunii, w okręgu Marusza, w gminie Gornești. W 2011 roku liczyła 1864 mieszkańców.